# Fakó erdeityúk
A fakó erdeityúk vagy yucatáni erdeityúk (Ortalis vetula) a madarak osztályának tyúkalakúak (Galliformes) rendjébe és a hokkófélék (Cracidae) családjába tartozó faj.

## Rendszerezése
A fajt Johann Georg Wagler német ornitológus írta le 1830-ban, a Penelope nembe Penelope vetula néven.

## Alfajai
- Ortalis vetula deschauenseei Bond, 1936
- Ortalis vetula intermedia J. L. Peters, 1913
- Ortalis vetula mccalli S. F. Baird, 1858
- Ortalis vetula pallidiventris Ridgway, 1887
- Ortalis vetula vetula (Wagler, 1830)[2]

## Előfordulása
Az Amerikai Egyesült Államok legdélebbi részén, Mexikóban (a Yucatán-félszigeten) és Közép-Amerikában honos. Természetes élőhelyei szubtrópusi és trópusi síkvidéki esőerdők, mangroveerdők és cserjések. Állandó, nem vonuló faj.

## Megjelenése
Testhossza 48–58 centiméter, a hím testtömege 468–794 gramm, a tojóé 439–709 gramm. Karcsú testalkata, hosszú nyaka, farka és lába van. Tollazatának nagy része sötétbarna, a hasa világosbarna.
|  |

## Életmódja
Kisebb csapatokban gyümölcsöket, rügyeket és leveleket fogyaszt a fák ágai között.

## Szaporodása
A fákra rakja gallyakból készített fészkét. Fészekalja 3 tojásból áll.

## Természetvédelmi helyzete
Az elterjedési területe rendkívül nagy, egyedszáma pedig stabil. A Természetvédelmi Világszövetség Vörös listáján nem fenyegetett fajként szerepel.